# زبان راجی
زبان راجی یا راژی یا رازی یا رایجی، یکی از زبان‌های ایران مرکزی است. که با گویش‌های گوناگون که در مناطق مرکزی ایران و در شهرهایی چون ابوزیداباد، نطنز، نشلج، چیمه، میمه، دلیجان، نیم‌ور، خوانسار، اَزان، جوشقان قالی، کامو، وزوان، زیادآباد، ازران، ونداده، ابیانه، ویدوج، ویدوجا، تفرش، ازوار، تجره، آرنجن، گز، نایین، پنداس، ورکان، هنجن، ولوجرد و … صحبت می‌شده و اکنون به گونه‌ای پراکنده صحبت می‌شود. نزدیک‌ترین زبان‌ها به راجی زبان لری و سمنانیو کردی می‌باشد.این زبان گویش مادری قوم راژی یا راجی است که عمده تمرکش در استان اصفهان و مرکزی است.
این زبان، گویش مناطق وسیعی از سرزمین‌های ری، همدان، آران و بیدگل، کاشان، اراک و چند منطقه دیگر بوده است. و با گویش‌های مردم دلیجان، زر، واران، گویش یهودیان کاشان، همدان، اصفهان، نایین، نطنز، ده آباد، خالدآباد، بادرود، کهک تفرش، آشتیان، خوانسار و وَزوان اصفهان همبستگی داشته است. در منابع ادبی مثل ریاض‌الشعرا (۱۱۶۱ هجری قمری) و آتشکده آذر (۱۱۹۳ ه‍.ق) از این گویش نام برده شده است.
نام راژی را برخی محققان برگرفته از راگا می‌دانند. راگا که رِیِ امروز در جنوب تهران است، پایتخت فرمانروایی ماد در سه‌هزار سال پیش شناخته شده است. از این رو گویش راگی که به تدریج با تأثیر زبان عربی به شکل رازی و رایجی درآمده است، زبان پایتخت‌نشینان ماد است.
امروزه در گویش راژی شهر ابوزیدآباد در جنوب‌خاوری آران و بیدگل و روستاهای منظومه آن واژه‌های مادی و پهلوی بر سر زبان است.
- برخی نمونه‌های مادی: اِسبَا به معنای سگ، هرَا به معنای بخشی از ساختمان شبیه بالکن سقف‌دار، شَالوال به معنای شلوار.
- برخی نمونه‌های پارسی باستان: هُشگَا به معنای خشک، وَافر به معنای برف، لوباکِه به معنای روباه.

در کتاب تاریخ کاشان تصریح شده که منظور از زبان رایجی، در ظاهر لهجه محلی است. در این کتاب گفته شده که در بعضی از دهات و قرا آران و بیدگل وکاشان به لهجه مخصوصی تکلم می‌شود ازجمله در آران و نطنز. کریستن سن قسمتی از لهجه‌های آران و بیدگل و کاشان را مطالعه کرده و کتابی در باب آن نوشته است. در همین کتاب تاریخ کاشان نیز بعضی اصطلاحات محلی علی‌الخصوص اصطلاحات زراعتی بکار رفته است و نویسنده برای استفاده اهل تحقیق آن‌ها را در فهرستی در پایان کتاب جمع‌آوری نموده است.
اصطلاح زبان راجی را سید محمدعلی جمال زاده از اهل دلیجان شنیده و در مقاله زبان راجی یا راژی مندرج در نشریه دانشکده ادبیات تبریز (۹: ۲۱۷–۲۱۸) از آن سخن داشته و ممکن است این دو رایجی و راجی یکی باشد.
در سلسله تحقیقات زبان‌شناسی جدید، گویش راجی برای نخستین بار در سال ۱۸۸۰ میلادی به وسیله والنتین ژوکوفسکی (Zukovskiy) و سپس در سال ۱۹۰۷ توسط اسکار مان (Oskar Mann) مورد بررسی قرار گرفت. اسکارمان گویش راجی و نیز گویش‌های مرکزی ایران را دنباله زبان مادی دانسته و واژه راجی را برگرفته از نام پایتخت ماد باستان تصور کرده است. آرتور کریستسن سن نیز به برابری سرزمین‌های گویش‌های مرکزی با کشور ماد باستان اشاره کرده است. گویش راجی دارای گونه‌های مختلف است.
یارشاطر نیز گویش‌های مرکزی ایران ازجمله ابوزیدآبادی را به گروه گویش‌های مرکزی یا مادی مربوط می‌داند.
یکی از ویژگی‌های برجسته در گویش راژی اهالی بخش کویرات شهرستان آران و بیدگل به مرکزیت ابوزیدآباد فراوانی واکه‌ها است. در تحقیق براتی، شمار این واکه‌ها، ۱۹ مورد یاد شده است. امروز در
فارسی دری ۶ واکه شامل سه واکه بلند و سه واکه کوتاه وجود دارد.
اشتراک واکه‌ها میان راژی و گویش‌های دیگر ایران مانند کردی و زبان‌های زنده دنیا مانند انگلیسی و آلمانی با استفاده از الفبای استاندارد جهانی به نام آی‌پی‌اِی قابل نمایش است. تنوع واکه‌ها در گویش راژی ازجمله به لحاظ میزان انسداد چاکنای گویشور است.

## ژنتیک راژی‌ها
در این مطالعه به بررسی تنوع ژنتیکی قوم راجی با استفاده از داده‌های حاصل از دو مارکر میکروستلایت کروموزومهای X و Y، پرداخته شده است. با گرفتن نمونهٔ خون از۶۰ فرد مذکر غیر خویشاوند از دو استان اصفهان و مرکزی و تقسیم‌بندی به سه جمعیت از نظر جغرافیایی و زبانی به مطالعه تنوع آنها پرداخته شده است. که نتایج حاصل از این مطالعه نشان داد که افراد از تنوع ژنتیکی به‌نسبت یکسانی برخوردار هستند اما تمایز ژنتیکی معنیداری بین سه جمعیت فرضی انتخاب شده وجود نداشته و کل قوم راجی حداقل در شهرهای مطالعه شده همگی به یک جمعیت تعلق دارند.

## گستردگی
گستردگی جغرافیایی و ریشه‌شناختی گویش راجی را باید در استانهای تهران (ری قدیم)، اصفهان، قم، سمنان، یزد، مرکزی، همدان و کردستان جستجو کرد.

### راجی در همدان
به ادعای برخی، گویش راجی همان گویش رازی است که در مناطقی همچون ری و همدان رواج داشته و حتی اشعاری باباطاهر عریان را به این گویش منسوب می‌کنند. به اعتقاد این عده از محققین، گویش مردم همدان و زبان کلیمیان همدان زبان «فهلوی» بوده است. آن‌ها در این زبان هنگام تلفظ واژه‌ها یا کلمات به آن‌ها کسره می‌داده‌اند و کلیمیان به این گویش، زبان راجی می‌گفته‌اند.

### راجی در آران و بیدگل و کاشان
آران و بیدگل، کاشان و محدوده فرهنگی آن و به روایت کاوش‌های باستان‌شناسی در تپه سیلک یکی از مهم‌ترین مناطق راجی زبان در فلات ایران است. عبدالرحیم کلانتر ضرابی نگارنده کتاب تاریخ کاشان در مورد زبان راجی مردم اطراف کاشان چنین می‌نویسد:
اصل زبان مردم این حدود همین است که در این اوراق نگارش بافته ولی مردم بلوک را غیر از این زبان که زبان واقعی آنهاست زبانی دیگر هست که اهل شهراز فهم معانی آن بی‌خبرند و آنرا زبان رایجی می‌گویند که باباطاهر عریان در اشعار خود فی الجمله از این زبان اشعاری نموده است:
| الهی دل بلا بی دل بلا بی |  | گنه چشمان کر و دل مبتلا بی   |
| اگر چشمم نبیند روی زیبا  |  | چه داند دل که دلبر در کجا بی |

## پیشینه
این گویش از گویش‌های مرکزی ایران از دسته شمال غربی است و درحال حاضر تعداد زیادی از شهروندان شهر دلیجان و وَزوان و میمه و ابوزیدآباد در ۳۰ کیلومتری کاشان بدان سخن می‌گویند. واژه‌های زبان راجی در میان زبان‌های ایرانی با گویش‌های زبان فارسی خویشاوند آشکار نیز دارد. زبان‌های کردی، بلوچی، گیلکی و نیشابوری شباهت‌هایی با زبان به راجی دارند. نزدیک‌ترین زبان به زبان راجی، سمنانی و لری است. این گویش مانند دیگر گویشهای مرکزی مورد مطالعه و توجه خاصی قرار نگرفته است و در این در حالی‌ست که جنبه‌های مختلف آن چون ساخت واژه، ساخت نحوی و نظام آوایی آن دارای ویژگی‌های منحصر به فرد و قابل مطالعه‌ای است.حمزه اصفهانی (وفات۳۶۰ هجری) روایت نموده است که سخن ایرانیان باستان بر پنج زبان روان می‌گردیده که به ترتیب عبارتند از: پهلوی، دری، پارسی، خوزی و سریانی. اما پهلوی، سخن پادشاهان در نشستهایشان بدان روان می‌گردیده و آن زبانی است منسوب به «پهله» و این نامی است که بر پنج شهر گذارده می‌شود: اصفهان، ری، همدان، ماد، نهاوند و آذربایجان.

## نمونه‌ها
- از فرالاوی شاعر هم‌زمان رودکی شعری بازمانده است که در این شعر کلمه دخش که به زبان راجی دشت معنا می‌دهد، به کار رفته است.[۲۰]

| من عاملم و معاملی تو |  | این کار مرا با تو بود دخش |

در این زبان کلمه دلیجان به صورت دلیگون تلفظ می‌گردد.
از نمونه‌های زبان راجی در اشعار باباطاهر عریان
| به آهی گنبد خضرا بسوجم    |  | فلک را جمله سر تا پا بسوجم |
| بسوجم ار نه کارم را بساجی |  | چه فرمائی بساجی یا بسوجم   |

_________________________
شعر زیو رُاژی (زبان راژی) اثر غلامرضا براتی:
| زیو رُاژی هَامَا، هَم شوخَا وو نَاچ |  | دَاس نَاکی راژی دمَادی، بَیکَا مَاچ  |
| غلا وو کوفتَر، پرِزگ و مُاریجِه   |  | چولو وو بَامِنِه، کَاو وو کَارگِجه   |
| زیو رُاژی دَ نُمو پرَندِیَن         |  | اِسمیو پیشتَر تا هَا بمَندیَن       |
| اِسبَا وو سَکتورَا، کَاتّار و پَلَی   |  | غوچ و نَاخجیر، گورکنَا وو کَارگدَی |
| نُمو رو کو وو کَمَر دَ اَتَجن       |  | اِچِرا شَاروبرَا دَ نَارجَن           |
| اَلَف‌اِسبِ، شاتَالَا وو چَارموکَا     |  | اَلَف اِشگار، پالپهَ وو بَندوکَا     |
| اِسم بَازی اَلَفَن سَاهرامودَ        |  | نَاچَاهَا ژورِه بواجَن: یاد مو دَ    |
| اَگَ نی زیو راژی نیاداریم       |  | نَیجَا دَ نی وو نَا آزار نَاوینیم   |
| راژی، غَالَاهَا وو داری دَاورمو   |  | دَاسمونَاگیری، اِکِشی جَاورمو       |

_________________________
معنی شعر زیو رُاژی (زبان راژی)
- (زبان راژی ما، هم زیباست و هم خوب

دست کسی که راژی سخن می‌گوید، باید بوسید)
- (کلاغ و کبوتر، پرستو و گنجشک

کاکُلی و جغد، کبک و مرغ‌خانگی)
- (در زبان راژی اینها پرنده‌اند

نام‌هایشان از گذشته تاکنون مانده‌اند)
- (سگ و شغال، کفتار و پلنگ

قوچ و آهو، گورکن و کرگدن)
- (اینها در کوه و کمر می‌دوند

هیچگاه در شهر و پیرامُن آن دیده نمی‌شوند)
- (گیاهِ‌سگ، شاتره و چَرموک

گیاهِ‌شکار، خُرفه و بَندَک)
- (نام برخی گیاهان یا اجزای گیاهان در بیابان‌های ماست

چه خوب است که بچه‌ها بگویند: ما را یاد دهید)
(اگر این زبان راژی را نگاه داریم اینهمه از این و آن آسیب نمی‌بینیم)
- (گویش راژی، دژ است و پیرامون ما را دارد

یاریگر ماست، جُور ما را می‌کشد)

## نمونه کلمات
نمونه کلمات راجی در گویش روستای قالهر